# Weatherford, Texas
Weatherford là một thành phố thuộc quận Parker, tiểu bang Texas, Hoa Kỳ. Năm 2010, dân số của xã này là 25250 người.

## Dân số
- Dân số năm 2000: 19000 người.
- Dân số năm 2010: 25250 người.